# Kościół św. Ignacego w Dubrowniku

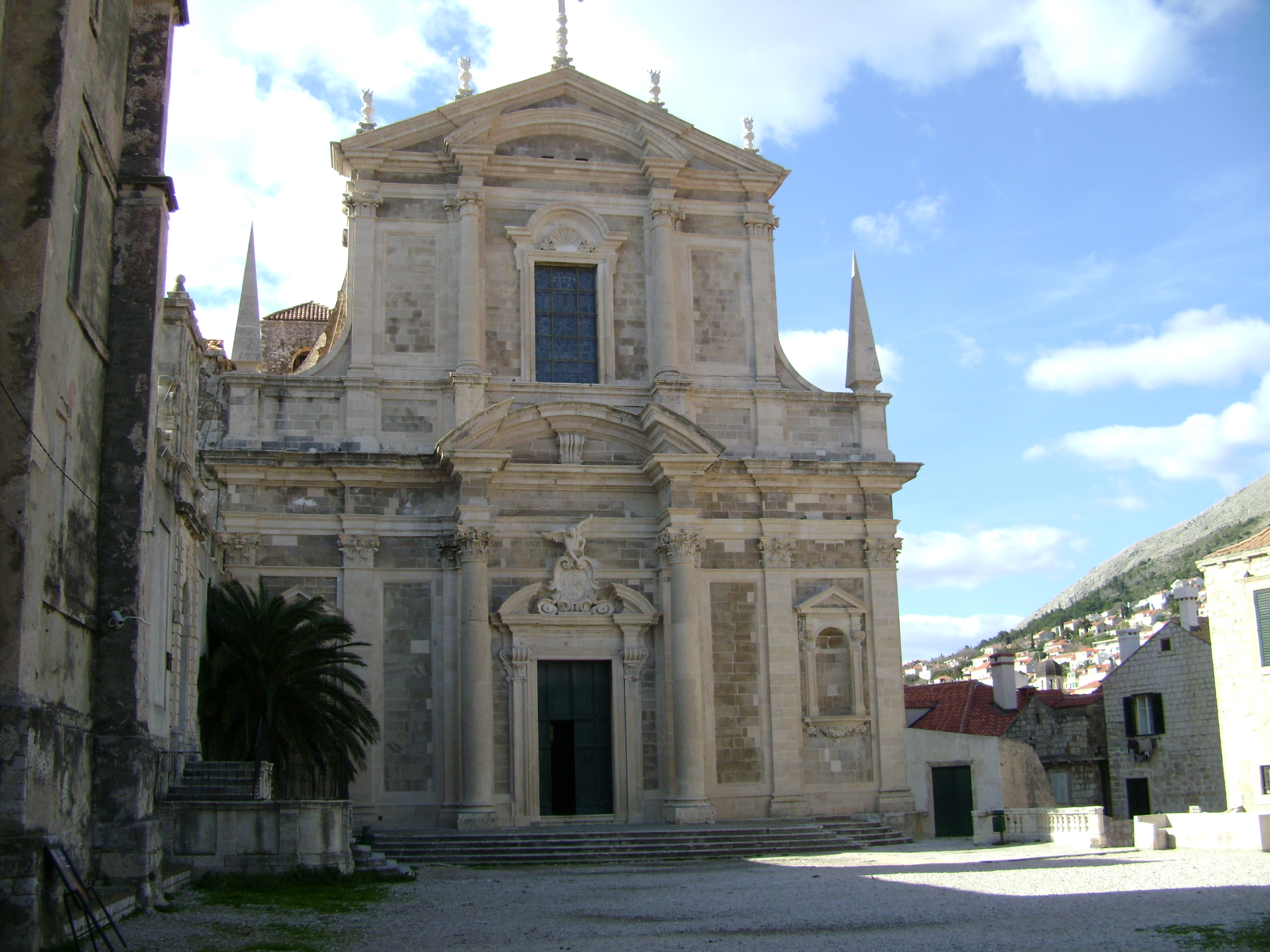
Kościół św. Ignacego

Kościół św. Ignacego – jezuicki kościół w Dubrowniku.
Wzniesiony jako barokowy jednonawowy kościół z reprezentacyjną fasadą, wzorowany na kościele św. Ignacego w Rzymie. Projekt wykonał architekt Ignazio Pozzo, a budowa zakończona została 1725 roku. Iluzjonistyczne barokowe freski we wnętrzu, ze scenami z życia św. Ignacego Loyoli, wykonał malarz Gaetano Garcia. W roku 1885 w kościele wzniesiony został model groty, poświęcony Marii z Lourdes, jeden z najstarszych tego typu obiektów kultowych w Europie.
Świątynia znajduje się na placu, zwanym Poljana Rogera Josepha Boscovicha. Na plac wchodzi się monumentalnymi schodami z roku 1738, dziele Pietra Passalacque, wzorowanymi na Schodach Hiszpańskich. 
Z kościołem związane było słynne jezuickie kolegium Collegium Ragusinum, a obecnie Biskupie Gimnazjum Klasyczne imienia Rogera Josepha Boscovicha.

## Literatura
- Kruno Prijatelj: "Barok u Dalmaciji", w: Barok u Hrvatskoj, Zagrzeb, 1982.
- Vladimir Marković: "Pietro Passalacqua u Dubrovniku", Peristil br. 24, 1981. (ISSN 0553-6707)